# Tanna (Vanuatu)
Tanna è un'isola del sud-ovest dell'Oceano Pacifico nel sud dello Stato di Vanuatu.

## Etimologia
Il nome deriva dal termine tana in lingua kuamera, una lingua parlata nel sud-est dell'omonima isola, sottogruppo delle lingue di sud Vanuatu, a loro volta facenti parte del linkage delle lingue sud-oceaniche appartenenti al gruppo delle lingue oceaniche. Il termine tana significa "terra".

## Geografia
Si tratta di un'isola di origine vulcanica. Misura 40 km in lunghezza e 19 km in larghezza, con una superficie totale di 550 km². Il punto più alto è la vetta del Monte Tukuwasmera con i suoi 1 084 metri. Il Monte Yasur, che si trova sulla costa sud-orientale, è uno dei vulcani attivi più accessibili al mondo.
È l'isola più popolata della provincia di Tafea, con una popolazione di circa 20 000 abitanti. Isangel, la capitale amministrativa provinciale, è sulla costa occidentale vicino alla più grande città dell'isola, Lénakel. Lénakel ospita ospedali e scuole. A White Grass, ex sede ufficiale del governo britannico, si trova un aeroporto.

## Storia
Tanna fu abitata intorno al 400 a.C. dai melanesiani delle isole vicine. Fu il vulcano Yasur ad attrarre James Cook, il primo europeo a visitare l'isola, nell'agosto del 1774. Nel XIX secolo arrivarono commercianti e missionari. L'esposizione alla Prima guerra mondiale ha portato allo sviluppo del culto del cargo; molti si sono estinti, ma rimane vivo quello di Jon Frum. Un movimento secessionista ebbe inizio negli anni 70 del XIX secolo e il 24 marzo 1974 venne proclamata la Nazione di Tanna, che venne poi soppressa dalle autorità franco-britanniche del condominio delle Nuove Ebridi il 29 giugno dello stesso anno. Il 1º gennaio 1980 ci fu un altro tentativo di secessione con la proclamazione della Nazione Tafea (per le iniziali delle isole che ne facevano parte: Tanna, Aniwa, Futuna, Erromango and Aneityum). Le forze britanniche intervennero il 26 maggio, per poi lasciare che la nazione indipendente di Vanuato nascesse il 30 luglio 1980.

## Economia
L'isola è una delle più fertili di Vanuatu e produce kava, caffè, noci di cocco, copra e altri frutti. Recentemente il turismo ha acquisito maggiore importanza, in quanto i turisti sono attratti dal vulcano e la cultura tradizionale.

## Cultura e media
Alcuni isolani praticano un culto del cargo, che ha al suo centro la figura di Jon Frum. Altro culto del cargo, diffuso nella parte meridionale di Tanna, è il Movimento del Principe Filippo.
Il film del 2015 Tanna è ambientato ed è stato completamente girato sull'isola. Trae ispirazione da alcuni eventi reali accaduti a Tanna del 1987.